# Gmina Lisewo
Die Gmina Lisewo ist eine Landgemeinde im Powiat Chełmiński der Woiwodschaft Kujawien-Pommern in Polen. Ihr Sitz ist das gleichnamige Dorf (deutsch Lissewo).

## Gemeinde
Zur Landgemeinde (gmina wiejska) Lisewo gehören 18 Dörfer (deutsche Namen, amtlich bis 1945) mit einem Schulzenamt (sołectwo):
- Bartlewo (Battlewo)
- Błachta (Blachta)
- Chrusty
- Drzonowo (Drzonowo)
- Kamlarki (Kamlarken)
- Kornatowo (Kornatowo)
- Krajęcin (Krajenczyn)
- Krusin (Kruschin)
- Linowiec (Linowitz)
- Lipienek (Lippinken)
- Lisewo (Lissewo, 1942–1945 Lissen, Kr. Kulm (Weichsel))
- Malankowo (Malankowo)
- Mgoszcz (Heimbrunn)
- Piątkowo (Piontkowo)
- Pniewite (Pniewitten)
- Strucfoń (Strutzfon)
- Tytlewo (Tittlewo)
- Wierzbowo (Weidenhof)

## Verkehr
Der Bahnhof Kornatowo liegt am Abzweig der ehemaligen Bahnstrecke Kornatowo–Chełmno von der Bahnstrecke Toruń–Malbork.

## Persönlichkeiten
- Wolfgang Reiß (* 1944), deutscher Hochschullehrer für ästhetische Bildung und Kunstpädagogik